# Audon
Audon je naselje in občina v francoskem departmaju Landes regije Akvitanije. Naselje je leta 2012 imelo 335 prebivalcev.

## Geografija
Kraj leži v pokrajini Gaskonji ob reki Midouze, 27 km severovzhodno od Daxa. V 70. letih 20. stoletja je na ozemlju občine, po površini najmanjše v departmaju Landes, nastalo umetno jezero, ob njem pa turistični kompleks, Port d'Albret.

## Uprava
Občina Audon skupaj s sosednjimi občinami Carcarès-Sainte-Croix, Gouts, Lamothe, Le Leuy, Meilhan, Souprosse in Tartas (del) sestavlja kanton Tartas-vzhod s sedežem v Tartasu. Kanton je sestavni del okrožja Dax.

## Zanimivosti
- cerkev sv. Lovrenca;